# Paul Leroy (Bogenschütze)
Paul Leroy (* 13. Januar 1884 in Bellot; † 9. April 1949 in Melun) war ein französischer Bogenschütze.
Leroy nahm an den Olympischen Spielen 1920 in Antwerpen teil. Insgesamt gewann er drei Medaillen in den Teamwettbewerben der Bogenschützen auf das Bewegliche Vogelziel.